# فرودگاه کادرینگتون
فرودگاه کودرینگتون (به انگلیسی: Codrington Airport) یک فرودگاه همگانی با کد یاتا BBQ است که یک باند فرود سنگفرش دارد و طول باند آن ۵۰۰ متر است. این فرودگاه در کشور آنتیگوا و باربودا قرار دارد.